# TGS ASA
TGS ASA conhecida até 2021 como TGS-NOPEC Geophysical Company é uma empresa da Noruega que opera na produção de dados e análises geocientíficas para empresas de energia em todo o planeta. Ela coleta, interpreta e comercializa dados sísmicos e geofísicos sobre terrenos subterrâneos em todo o mundo, a fim de avaliar formações de petróleo e gás para operações de perfuração.
A companhia tem um acervo de dados dados geofísicos e geológicos, dados magnéticos e de gravidade, registros digitais de poços, dados de produção e levantamentos direcionais, também tem em seu portifólio, serviços avançados de processamento e imagem, produtos de interpretação e soluções de integração de dados para serem utilizado em especial na industria petrolífera.
Sua sede ficada na cidade de Oslo, Noruega e foi fundada em 1998, após a fusão da norueguesa TGS e da estadunidense NOPEC.Em junho de 2021 a companhia mudou de nome e passou a se chamar apenas TGS ASA.
Tem escritórios, Oslo e Fredrikstad na Noruega, Houston nos Estados Unidos, Calgary no Canadá, Rio de Janeiro no Brasil, Lowestoft e Woking no Reino Unido e Perth na Austrália.